# Henrik I av Brabant
Henrik I av Brabant, född 1165, död 1235, var regerande hertig av Brabant från 1183 till 1235. 